# Torneo de Parma 2024
El Emilia-Romagna Open 2024 fue un torneo de tenis perteneció al ATP Challenger Tour 2024 y a la WTA 125K serie 2024 en la categoría Challenger 125 y WTA 125s. Se trató de la 6.ª edición para los hombres y 4.ª para las mujeres, el torneo tuvo lugar en la ciudad de Sassuolo (Italia) para los hombres, y en Parma (Italia), desde el 17 hasta el 23 de junio de 2024 para los hombres para las mujeres entre el 13 al 19 de mayo de 2024. Sobre pista de tierra batida al aire libre.

## Jugadores participantes del cuadro de individuales
| Preclasificado | País                 | Jugador                | Rank1 | Posición en el torneo |
| 1              | Bandera de Argentina | Federico Coria         | 69    | Semifinales           |
| 2              | Bandera de Francia   | Alexandre Müller       | 78    | Primera ronda         |
| 3              | Bandera de Croacia   | Borna Ćorić            | 88    | Primera ronda         |
| 4              | Bandera de Alemania  | Daniel Altmaier        | 89    | FINAL                 |
| 5              | Bandera de Italia    | Fabio Fognini          | 102   | Segunda ronda         |
| 6              | Bandera de Francia   | Luca Van Assche        | 105   | Segunda ronda         |
| 7              | Bandera de Argentina | Francisco Comesaña     | 120   | Primera ronda         |
| 8              | Bandera de Argentina | Thiago Agustín Tirante | 124   | Segunda ronda         |

- 1 Se ha tomado en cuenta el ranking del 10 de junio de 2024.

### Otros participantes
Los siguientes jugadores recibieron una invitación (wild card), por lo tanto ingresan directamente al cuadro principal (WC):
- Federico Arnaboldi
- Federico Cinà
- FFabio Fognini

Los siguientes jugadores ingresan al cuadro principal tras disputar el cuadro clasificatorio (Q):
- Guido Andreozzi
- Riccardo Bonadio
- Marco Cecchinato
- Martin Kližan
- Valentin Royer
- Alexander Weis

## Cabezas de serie

### Individuales
| Tenista           | Ranking | Preclasificada |
| Sara Sorribes     | 47      | 1              |
| Lucia Bronzetti   | 48      | 2              |
| Ashlyn Krueger    | 66      | 3              |
| Anna Schmiedlová  | 67      | 4              |
| Wang Yafan        | 69      | 5              |
| María Carlé       | 71      | 6              |
| Viktorija Golubic | 74      | 7              |
| Mayar Sherif      | 80      | 8              |
| Petra Martić      | 81      | 9              |

- Ranking del 6 de mayo de 2024.

### Dobles
| Tenista                                 | Ranking | Preclasificada |
| Anna Danilina Irina Khromacheva         | 103     | 1              |
| Ingrid Gamarra Martins Elixane Lechemia | 139     | 2              |
| Miriam Kolodziejová Anna Sisková        | 149     | 3              |
| Alicia Barnett Freya Christie           | 260     | 4              |

## Campeones

### Individual Masculino
- Jesper de Jong derrotó en la final a  Daniel Altmaier por 7–6(5), 6–1

### Dobles Masculino
- Marco Bortolotti /  Matthew Romios derrotaron en la final a  Ryan Seggerman /  Patrik Trhac por 7–6(7), 2–6, [11–9]

## Campeonas

### Individuales femeninos
Mayar Sherif venció a  Anna Schmiedlová por 7–5, 2–6, 6–4

### Dobles femenino
Anna Danilina /  Irina Khromacheva vencieron a  Elixane Lechemia /  Ingrid Martins por 6–1, 6–2